# Karl Ludwig Diehl

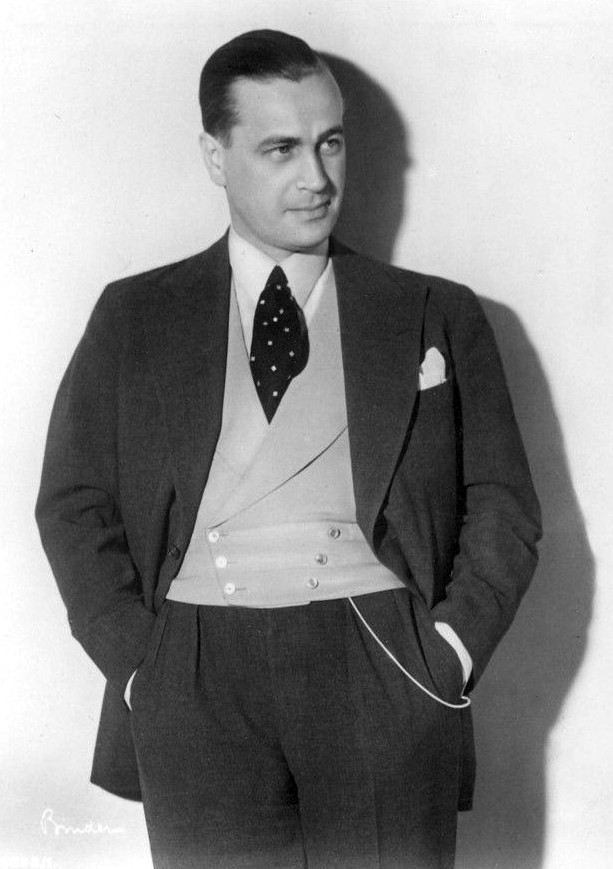
Karl Ludwig Diehl, 1924

Karl Ludwig Diehl (* 14. August 1896 in Halle/Saale; † 8. März 1958 in Gut Berghof/Penzberg) war ein deutscher Schauspieler.

## Leben und Wirken
In den 1930er und 1940er Jahren zählte Karl Ludwig Diehl, Sohn des Nationalökonomen Karl Diehl, ebenso wie Hans Albers, Willy Birgel, Johannes Heesters, Carl Raddatz, Heinz Rühmann und Viktor Staal zu den prominentesten deutschen Filmdarstellern, ist im Gegensatz zu diesen dem heutigen Publikum aber kaum noch bekannt.
Als Sohn eines Wirtschaftswissenschaftlers besuchte Karl Ludwig Diehl in Königsberg und in Freiburg im Breisgau ein humanistisches Gymnasium. Nach dem Abitur nahm er Schauspielunterricht, wurde nach Beginn des Ersten Weltkrieges jedoch als Soldat eingezogen. 1919 konnte er die Ausbildung an der Schauspielschule des Deutschen Theaters in Berlin fortsetzen und erhielt erste Engagements in Wiesbaden und an den Münchener Kammerspielen. Sein Filmdebüt hatte er 1924 mit einer Nebenrolle in einer Produktion der Münchner Union-Film Co. mbH., für die er im selben Jahr gleich noch ein zweites Mal vor der Kamera stand. Fünf Jahre später ging er nach Berlin, wo die erste Hauptrolle folgte: In Rudolf Meinerts Film Masken, dem Remake eines erfolgreichen Detektivfilms aus dem Jahre 1919, spielte Diehl den Ermittler Stuart Webbs. Noch im selben Jahr trat er neben Lilian Harvey und Willy Fritsch in zwei Sprachversionen des Ufa-Films Liebeswalzer, seinem ersten Tonfilm, auf.
Karl Ludwig Diehl arbeitete weiterhin für die Ufa und für andere, kleinere Berliner Produktionsfirmen, wobei er seiner distinguierten Erscheinung wegen meist als Diplomat, Adliger, Offizier, Rechtsanwalt, Bankier, Unternehmer, Ingenieur oder Arzt eingesetzt wurde. 1934 verkörperte er in Paul Wegeners Ufa-Film Ein Mann will nach Deutschland – einem der ersten Filme, die ganz vom Geiste des Nationalsozialismus getragen waren – einen in Südamerika tätigen deutschen Ingenieur, der sich über zahlreiche Widerstände und die Anziehungskraft einer reichen Einheimischen (dargestellt von Brigitte Horney) hinwegsetzt, um nach dem Beginn des Ersten Weltkrieges in die Heimat zurückzukehren, da er sich dort als Kriegsfreiwilliger melden will.
Obwohl er in seinen Filmrollen eher Seriosität und Verlässlichkeit als Sinnlichkeit ausstrahlte, trat Karl Ludwig Diehl bereits seit 1931 immer wieder auch als Liebhaber auf, etwa in Zwei in einem Auto (1931, mit Magda Schneider), Die Freundin eines großen Mannes (1934, mit Käthe von Nagy), Liebe geht seltsame Wege(1936/37, mit Olga Tschechowa), Die schwedische Nachtigall (1940/41, mit Ilse Werner), Nacht ohne Abschied (1941/43, mit Anna Dammann) und Die Hochstaplerin (1943, mit Sybille Schmitz). Herbert Selpins Film Ein idealer Gatte (1935) bildete daneben den Auftakt zu einer Reihe von Filmen, in denen Diehl Ehemänner darstellte, die ihren Mangel an Liebhaberqualitäten durch Loyalität und Verlässlichkeit wettmachen: zum Beispiel in Es geht um mein Leben (1936, mit Kitty Jantzen), Gustaf Gründgens’ Effi-Briest-Verfilmung Der Schritt vom Wege und Annelie (1941, mit Luise Ullrich). Ebenso mustergültige Väter verkörperte Diehl in den Filmen Seine Tochter ist der Peter (mit der Kinderdarstellerin Traudl Stark) und Der grüne Domino (mit Brigitte Horney).
1939 wurde Karl Ludwig Diehl anlässlich des 50. Geburtstages von Adolf Hitler zum Staatsschauspieler ernannt und wirkte im Anschluss daran in der Rolle eines irischen Barons erneut in einem Propagandafilm mit: dem anti-britischen Freiheitskämpferdrama Der Fuchs von Glenarvon (mit Olga Tschechowa und Ferdinand Marian). Diehl stand 1944 auf der Gottbegnadeten-Liste des Reichsministeriums für Volksaufklärung und Propaganda.
Im Nachkriegsdeutschland fand Diehl Theaterengagements in Konstanz, Göttingen und München. In den 1950er Jahren kehrte er zum Film zurück und trat in 17 weiteren Spielfilmen auf, konnte an seinen früheren Erfolg jedoch nicht anknüpfen.
Seit 1930 war er mit Mary von Ruffin (1909–2002), der Schwester des Schauspielers Kurt von Ruffin, verheiratet. Er ist auf dem Waldfriedhof München begraben.

## Filmografie
- 1924: Die Tragödie der Entehrten
- 1924: Die Schuld
- 1930: Masken
- 1930: Liebeswalzer
- 1930: Aschermittwoch
- 1930: Der Greifer
- 1930: Die Königin einer Nacht
- 1930: Rosenmontag
- 1931: Schatten der Manege
- 1931: Im Geheimdienst
- 1931: Täter gesucht
- 1931: Der Zinker
- 1932: Rasputin
- 1932: Zwei in einem Auto
- 1932: Das Geheimnis um Johann Orth
- 1932: Scampolo, ein Kind der Straße
- 1932: Schuß im Morgengrauen
- 1932: Die unsichtbare Front
- 1933: Spione am Werk
- 1934: Die Freundin eines großen Mannes
- 1934: Ein Mann will nach Deutschland
- 1935: Der stählerne Strahl
- 1935: Ein idealer Gatte
- 1935: Episode
- 1935: Der grüne Domino
- 1935: Der höhere Befehl
- 1936: Die Leuchter des Kaisers
- 1936: Es geht um mein Leben
- 1936: Seine Tochter ist der Peter
- 1937: Liebe geht seltsame Wege
- 1937: Liebe kann lügen
- 1938: Es leuchten die Sterne
- 1938: Der Mann, der nicht nein sagen kann
- 1939: Ein hoffnungsloser Fall
- 1939: Der Schritt vom Wege
- 1940: Der Fuchs von Glenarvon
- 1941: Die schwedische Nachtigall
- 1941: Annelie
- 1941: Was geschah in dieser Nacht?
- 1941/43: Nacht ohne Abschied
- 1942: Der 5. Juni
- 1942: Die Entlassung
- 1943: Die Hochstaplerin
- 1944/49: Ruf an das Gewissen
- 1945: Wo ist Herr Belling?
- 1949: Die Reise nach Marrakesch
- 1950: Einer war zuviel (Atto di accusa)
- 1951: Anema e core
- 1951: Das seltsame Leben des Herrn Bruggs
- 1952: Bis wir uns wiederseh’n
- 1953: Geliebtes Leben
- 1953/1954: Eine Liebesgeschichte
- 1954: Mädchenjahre einer Königin
- 1954: Der Mann meines Lebens
- 1954: Die Stadt ist voller Geheimnisse
- 1955: Des Teufels General
- 1955: Banditen der Autobahn
- 1955: Es geschah am 20. Juli
- 1955: Ein Herz bleibt allein
- 1956: Meine 16 Söhne